# Gwara kłodzka języka czeskiego
Gwara kłodzka – gwara języka czeskiego używana przez mniejszość czeską w tzw. czeskim kątku, na ziemi kłodzkiej.

## Cechy językowe
Gwara kłodzka charakteryzuje się wieloma cechami językowymi wspólnymi dla wszystkich gwar wschodnioczeskich, szereg wspólnych zjawisk łączy ją z bliskimi gwarami podkarkonoskimi.
Podstawowe cechy, charakterystyczne dla gwary kłodzkiej:
- Półsamogłoskowa wymowa v, jak zrou̯na zamiast lit. cz. zrovna, bądź też obecność bilabialnego v ([w]) – hlawa zamiast lit. cz. hlava. Podobnie jak w innych gwarach podkarkonoskich, możliwa jest podobna wymowa lit. cz. l jak u̯, np. kořau̯ka, odpočau̯ si.
- Zbitka spółgłoskowa dn zastąpiona przez nn (jennoho zamiast lit. cz. jednoho).
- Na miejscu literackich czeskich sylabotwórczych r̥ i l̥ spotykane są grupy er, ir, ar oraz el, il, al, np. smerť, deržať zamiast lit. cz. smrt, držet.
- Przejście -vě- w -je-, np. sjet zamiast literackiego svět.
- Forma hdo (lit. cz. kdo).
- Końcówka -i w mianowniku i bierniku liczby mnogiej rzeczowników ożywionych rodzaju męskiego, np. vidim kluci zamiast lit. cz. vidím kluky.
- Końcówka -oj w celowniku rzeczowników ożywionych rodzaju męskiego, np. pánoj zamiast lit. cz. pánovi.
- Dopełniacz liczby mnogiej na -ouch, np. rohouch, kravouch, městouch[3].
- Obecność dużej liczby germanizmów, a od XX wieku także polonizmów, np. ostatní, teraz zamiast lit. cz. poslední, teď.